# 石川県立河北台商業高等学校
石川県立河北台商業高等学校（いしかわけんりつ かほくだいしょうぎょうこうとうがっこう、英: Ishikawa Prefectural Kahokudai Commercial High School）は、かつて石川県かほく市（旧・河北郡宇ノ気町）大崎にあった公立の商業高等学校。石川県立津幡高等学校との統合により、2003年（平成15年）3月末に閉校した。通称は「河商（かしょう）」、「河北台（かほくだい）」、「河商高（かしょうこう）」。

## 概要
1970年（昭和45年）に石川県立津幡高等学校にあった商業科（商業教育）を分離独立し、発展させる形で開校（同年4月に津幡高校の全日制商業科募集停止）。
開校翌年の1971年（昭和46年）に設置された情報処理科は日本海側の高校では最初に設置された。
校内文化祭の名称は「河商祭（かしょうさい）」で、毎年秋に開催されていた。
学校紹介や学科・コース案内などに記載されていた情報流通科の2コース「流通サービスコース、情報サービスコース」以外にも、1994年（平成6年）度以降入学の商業科には「会計コース、流通経済コース、情報実務コース」の3コース、1994年 - 1995年（平成6年 - 7年）度入学の情報処理科には「情報処理コース、情報管理コース」の2コース、1970年 - 1981年（昭和45年 - 56年）度入学の商業科には「商業類型、情報処理類型」の2類型などがあった。
第2次ベビーブーム世代が入学した1989年（平成元年）度をピークに、1990年（平成2年）度以降は少子化の影響もあり徐々に入学者数が減少し、1999年（平成11年）5月の石川県高等学校再編整備計画の中で、石川県立津幡高等学校との統合が発表され、2001年（平成13年）度に募集停止、2002年（平成14年）度末に廃止となり、2001年（平成13年）度に津幡高校の普通科・園芸科を総合学科に学科改編し、そのカリキュラムの中に河北台商業高校の商業教育を取り入れて受け継がれることになった。

## 設置学科
- 商業科（1970年 - 2002年度）
- 情報処理科（1971年 - 1997年度）
- 情報流通科（1996年 - 2002年度）※情報処理科から学科改編し、2年次から下記の2コースに分かれる
  - 流通サービスコース
  - 情報サービスコース

## 校訓・校章の由来

### 校訓
明朗誠実にして品位ある人間たれ（「明朗、誠実、品位」）

### 校章の由来
名称中の「北」の字と、若人が高い理想に向って雄々しくはばたく姿を図案化し、これに学校の種別を表現する「商高」の2字を中心にとり入れ、明朗誠実で積極性に富み、気品ある人間形成の願いをこめたものである。

## 沿革
- 1970年（昭和45年）
  - 1月1日 - 石川県立津幡高等学校内に石川県立河北台商業高等学校創立（県内4番目の商業高校として創立）。仮校舎建設。
  - 1月14日 - 石川県教育委員会規則第1号により設置学科を全日制商業科と決定。
  - 4月1日 - 石川県立津幡高等学校内に仮校舎で開校。
  - 11月2日 - 校旗を樹立、校歌を制定。
- 1971年（昭和46年）
  - 1月30日 - 石川県教育委員会規則第1号により設置学科を商業科、情報処理科と決定。校舎新築第1期工事着工、仮校舎増築。
  - 3月18日 - 新校舎起工（石川県河北郡宇ノ気町大崎）。
- 1972年（昭和47年）
  - 3月28日 - 新校舎竣工（普通教室、特別教室、管理部門等）。
  - 4月1日 - 石川県立津幡高等学校内の仮校舎から新校舎に移転。
  - 4月26日 - 電子計算機（FACOM230-15、USAC-1500）始動。
  - 12月22日 - 校舎・体育館落成、学校周辺整備工事完成、通学路新設工事着工。
- 1973年（昭和48年）4月1日 - 学校緑化植樹事業。
- 1974年（昭和49年）3月30日 - 各技館竣工。
- 1975年（昭和50年）4月1日 - 艇庫新設、植樹（トベラ、ネズミモチ）。
- 1977年（昭和52年）8月30日 - 運動場拡張整備およびバックネット新設工事完了、植樹（トウカエデ、トチ・プラタナス）。
- 1979年（昭和54年）11月1日 - 創立10周年記念式典挙行、校訓石碑除幕、図書館棟竣工。
- 1981年（昭和56年）10月9日 - 第2体育館竣工。
- 1982年（昭和57年）
  - 10月22日 - 電子計算機（FACOMV-850）始動。
  - 11月26日 - 第6回全国情報処理教育研究会地区大会開催。
- 1983年（昭和58年）4月1日 - 体験入学実施。
- 1984年（昭和59年）11月 - 自転車置場完成。
- 1985年（昭和60年）
  - 3月 - 屋上防水工事完成。
  - 9月2日 - 校地内にバス停が設置され、通学用路線バス運行開始。
- 1987年（昭和62年）
  - 3月19日 - LANシステム実習装置一式導入、献血運動推進全国大会受賞。
  - 5月29日 - マイクロバス購入。
  - 6月24日 - 中庭花壇完成。
- 1988年（昭和63年）12月1日 - クラブ倉庫（マイクロバス車庫）竣工。
- 1989年（平成元年）11月1日 - 創立20周年記念式典挙行、新校門竣工、前庭整備、マイクロバス購入。
- 1991年（平成3年）
  - 4月8日 - 「西田幾多郎」記念コーナー設置。
  - 7月6日 - 伸びゆく若者像「陽光」設置。
- 1992年（平成4年）
  - 4月8日 - ワープロ専用機（OASYS100FX-L）始動。
  - 6月17日 - マイクロバス購入。
- 1993年（平成5年）9月1日 - 創立25周年記念事業「ふれあいと友情の広場」着工。
- 1994年（平成6年）
  - 3月24日 - FM-TOWNS導入。
  - 8月10日 - 生徒用ロッカー更新。
  - 10月26日 - 「ふれあいと友情の広場」完成。
- 1995年（平成7年）
  - 7月12日 - 家庭室調理実習台更新。
  - 8月6日 - 情報実務実習室パソコン導入。
  - 11月21日 - 防球ネット新設。
- 1996年（平成8年）
  - 3月29日 - FM-V導入。
  - 4月1日 - 情報処理科を情報流通科に学科改編し、2年次から「流通サービスコース、情報サービスコース」の2コース制となる。女子制服改定。
  - 4月8日 - 総合実践室にLANシステム実習装置一式導入。
- 1997年（平成9年）2月28日 - VALUESTAR導入。
- 1998年（平成10年）
  - 3月17日 - ワープロ室にデータ通信実習装置一式・FM-V導入[注釈 2]。
  - 3月31日 - 情報処理科閉科。
  - 9月16日 - バリアフリー化整備工事完成。
- 1999年（平成11年）10月30日 - 創立30周年記念式典挙行。
- 2000年（平成12年）3月6日 - タイムカプセル埋設。
- 2001年（平成13年）
  - 4月1日 - 石川県立津幡高等学校との統合により募集停止。
  - 10月 - マイプラン事業用サーバー設置。
  - 12月10日 - 全生徒・全教職員Webページ公開。
- 2002年（平成14年）6月11日 - 御母衣ダム（岐阜県大野郡白川村、電源開発株式会社管理）にて閉校記念植樹（桜）。
- 2003年（平成15年）
  - 2月28日 - 閉校記念碑除幕式。
  - 3月2日 - 閉校記念式典。
  - 3月31日 - 閉校。

## 部活動
1977年（昭和52年）1月にサッカー部が第55回全国高等学校サッカー選手権大会に北陸代表として初出場し（前年11月3日に選手権代表校を決める北陸大会で福井県大会優勝の坂井農業に延長 2 - 1 で勝利）、石川県勢として全国大会初勝利をあげる。【1回戦：3 - 0 新宮（和歌山）、2回戦：0 - 4 帝京（東京）】
ソフトテニス部、ボート部、カヌー部、卓球部、陸上競技部なども全国高校総体・国体・全国大会に出場。
全国商業高等学校協会主催の全国高等学校簿記コンクール（現・全国高等学校簿記競技大会）や全国高等学校プログラム競技大会（現・全国高等学校情報処理競技大会）などの全国大会にも出場。
※開校から閉校までに存在していた運動部・同好会一覧（同好会から部に一度でも昇格したことがあるものは部の方に記載）
- 運動部 - 陸上競技、野球、サッカー、バスケットボール（男・女）、バレーボール（男・女）、バドミントン（男・女）、ソフトテニス（男・女）、卓球部（男・女）、ソフトボール（女）、柔道、剣道、カヌー、ボート（漕艇）、相撲、スポーツ
- 文化部 - 美術、写真、文芸、新聞、放送、茶道、華道、書道、演劇、合唱、箏曲、詩吟、英語、コンピューター、コンピューター・マイコン班、パソコン、簿記、電卓（旧・珠算）、ワープロ（旧・タイプライティング）、ビデオ編集（旧・ビデオ作成）、家庭、園芸、将棋、ブラスバンド、クラシックギター、JRC、郵便友の会、漢字教室
- 同好会（運動系） - 弓道、水泳、ジョギング
- 同好会（文化系） - 囲碁（囲碁・将棋）、手芸（調理・手芸）、料理、フォークソング、JC、ボランティア、読書、理科クラブ

## 生徒会
- 前期・後期の二期制で、生徒会執行部は生徒会長（1名）、同副会長（2名）、同書記（2名）、同会計（1名）の計6名で構成。
- 年度末には生徒会機関誌「日本海」が全生徒に配布され、第29号まで発行された。

## 校歌・応援歌

### 校歌
- 作詞：森山啓、作曲：須摩洋朔

### 応援歌
- 「勝利の歌」 作詞：本校生徒、作曲：鷲原利蔵
- 「わが母校」 作詞：大橋敏夫、作曲：鷲原利蔵

## 所在地
〒929-1127 石川県かほく市大崎5字360（旧住所：石川県河北郡宇ノ気町字大崎五字360番地）

## アクセス
- JR七尾線宇野気駅 徒歩約30分

## その他
- 河北台商業高校の閉校により、石川県かほく市内には高等学校が存在しなくなる。
- 学校は高台に位置していたので、背面には日本海を一望でき、正面には河北潟干拓地や加賀平野北部（河北平野）を眼下に見下ろし、晴れて空気が澄んだ日には白山や立山連峰なども仰ぎ見ることができた。
- 卒業証明書等の発行については事務移管先の石川県立津幡高等学校にて申請を行う[7]。
- 1991年（平成3年）10月に開催された第46回国民体育大会秋季大会（石川国体）では、軟式野球の競技会場としてグラウンドが使用される。
- 閉校により北鉄バス（北陸鉄道）の「河北台商業高校前」停留所は廃止され、学校正面の交差点（県道162号高松内灘線）に設置されていた「河北台商校前」の押しボタン式信号機も撤去された。
- 学校跡地近くにある宇ノ気水辺公園（石川県かほく市大崎東）には第28回卒業生一同によるハナミズキの卒業記念樹と、2003年（平成15年）2月28日に除幕式をした閉校記念碑が設置されている[8]。
- 2003年（平成15年）3月末の閉校後も校舎敷地は一部卒業生や有志たちにより草刈り作業や清掃活動が不定期で行われていた。
- 2000年（平成12年）3月に埋められたタイムカプセルは、2012年（平成24年）6月に当時の生徒たちによって掘り起こされ、後日開封された[9]。
- 閉校後の2007年（平成19年）にグラウンド用地は売却され、現在は貿易商社の物流センターが建っており、2015年（平成27年）初頭には校舎や体育館が解体されて更地となり[10]、繊維メーカーが用地（校舎跡地）を取得[11][12]。